# Foster-Insel
Die Foster-Insel (russisch Холм Северный Cholm Sewerny, deutsch ‚Nördlicher Hügel‘) ist eine kleine Insel am nordwestlichen Ende des Highjump-Archipels, die etwa 13 km westnordwestlich der Currituck-Insel vor der Küste des ostantarktischen Königin-Marie-Lands liegt.
Kartiert wurde sie anhand von Luftaufnahmen der Operation Highjump (1946–1947). Das Advisory Committee on Antarctic Names benannte die Insel 1961 nach Hubert C. Foster, Kameramann bei der Operation Windmill (1947–1948).